# هيدكي ماتسود
هيدًكي ماتسودَ (باليابانية: 松田 英樹) (2 سبتمبر 1981 في غيفو في اليابان – )؛ هو لاعب كرة قدم ياباني سابق كان يلعب كلاعب وسط.

## وصلات خارجية
- هيدكي ماتسود على موقع رابطة كرة القدم اليابانية للمحترفين (اليابانية)